# Ennahda
Ennahda (حركة النهضة Ḥarakat an-Nahḍa ‚Bewegung der Wiedergeburt‘) ist eine tunesische Partei, die als gemäßigt islamistisch gilt. Sie bezeichnet sich selbst als muslimisch-demokratisch, analog zu den christdemokratischen Parteien Europas. Die Partei unter Führung von Rached al-Ghannouchi bezieht sich mit ihrem Namen auf die arabische Nahda („Wiedererwachen“, „Renaissance“) des 19. Jahrhunderts, die sich um eine Verbindung der Werte des Islams mit der Moderne bemühte. Sie ist eine der einflussreichsten tunesischen Parteien der Gegenwart.
Ennahda ging 1988 direkt aus ihrer Vorgängerpartei Mouvement de la Tendence Islamique hervor. Unter der Herrschaft Ben Alis war sie verboten und ihre Anhänger wurden politisch verfolgt. Die Führung agierte hauptsächlich aus dem Ausland. Nach der Jasminrevolution etablierte sie 2011 zügig flächendeckende Parteistrukturen in ganz Tunesien.
Seit der Wahl zur Verfassunggebenden Versammlung am 23. Oktober 2011 ist Ennahda mit unterschiedlicher Stärke im tunesischen Parlament vertreten. Von 2011 bis 2014 war sie mit zwei Juniorpartnerinnen Teil der Übergangsregierung und beteiligte sich als stärkste Fraktion an der Verfassungsgebenden Versammlung.

## Geschichte
Die Partei blickt auf eine lange Geschichte von großer personeller und struktureller Kontinuität innerhalb des politischen Islam in Tunesien zurück. Ihre Geschichte ist eng mit der Entwicklung des Islamismus in Tunesien verwoben, sodass die Geschichte Ennahdas zugleich in großen Teilen die Geschichte des politischen Islams in Tunesien ist. Kennzeichnend für den politischen Islam in Tunesien ist sein bewegungsartiger Charakter, der sich über lange Zeit in einer Vielzahl religiöser sowie politischer Gruppen und Organisationen niederschlug, die in verschiedenen gesellschaftlichen Feldern tätig waren. Deren Großteil schloss sich zu Beginn der 1980er Jahre in einer einzigen Partei zusammen. Dieser Aspekt spiegelt sich bis heute im Namen der Partei wider.
Offiziell gegründet wurde Ennahda im Jahre 1988. Tatsächlich handelte es sich hierbei jedoch eher um eine Umbenennung ihrer illegalen Vorgängerpartei, die bereits am 6. Juni 1981 unter dem Namen Mouvement de la Tendance Islamique („Bewegung der Islamischen Tendenz/Ausrichtung“, MTI) gegründet wurde. Der MTI selbst geht auf eine breitere islamische Erneuerungsbewegung der 1960er und 1970er Jahre zurück, in deren Zentrum eine Untergrundorganisation mit dem Namen al-ǧamāʿa al-islāmiyya („Die islamische Gruppe“) stand. Ernstzunehmende Konkurrenz im islamistischen Lager bekam sie erst in den frühen 2000er Jahren, im Zuge der Verbreitung des politischen Salafismus in Tunesien.

### Die Ursprünge
Im postkolonialen Tunesien regierte seit 1956 Präsident Bourguiba, dessen Säkularismus im Stile Atatürks Religion zunehmend aus dem öffentlichen Leben zu verdrängen schien. Umfassende politische und soziale Reformen sollten traditionelle islamische Kulturformen beseitigen. Diese umfassten neben unter anderem das traditionelle Gerichts- und Bildungswesen, das Tragen des Kopftuchs, das Fasten im Ramadan sowie die Enteignung religiöser Stiftungen, wie Moscheen, Koranschulen und andere islamische Institutionen. Mit ihrem Fortschreiten nahm die Herrschaft Bourguibas immer autoritärere Züge an.
In dieser in Teilen von kulturellen Krisen und Autoritarismus erschütterten Gesellschaft fand der politische Islam in Tunesien seinen Ursprung. Seine Keimzelle bildete eine personal kleine Gruppe von Zaituna-Absolventen mit dem Namen al-ǧamāʿa al-islāmiyya. Ihr Ziel war die Wiederbelebung der islamischen Kultur Tunesiens. Eines ihrer führenden Gründungsmitglieder, Raschid al-Ghannuschi, übertrug zu diesem Zweck Konzepte, die er während seiner Studienaufenthalte in den 1950er Jahren in Ägypten und Syrien kennengelernt hatte. Er war Mitglied dortiger Ableger der islamischen Erweckungsbewegung Tablighi Jamaat, deren Ziele und Strukturen er nach seiner Rückkehr nach Tunesien zu Beginn der 1960er nachbildete. 
Eine weitere Quelle war die Bewegung der Muslimbruderschaft, mit der er in Ägypten im Kontakt gestanden hatte und die im Gegensatz zur Tablighi Jamaat nicht nur die spirituelle, sondern auch eine politische Erneuerung suchte.  Durch einflussreiche Gründungsmitglieder wie Ghannuschi, Abdelfattah Mourou und Ahmida al-Naifar und fanden aber auch spezifisch tunesische Ansätze ihren Weg in die Organisation, wodurch sich eine regionale, tunesische Prägung entwickelte. Ihnen gelang es, insbesondere in den südlichen Landesteilen, ein Netzwerk kleiner Zellen zu etablieren. Aus diesem Netzwerk entwickelte innerhalb eines Jahrzehnts eine gut aufgestellte Organisation, die die Rückkehr zu islamischen Werten predigte. Misstrauen des repressiven Staates gegenüber religiösen Organisationen führten dazu, dass die Gruppe trotz ihrer zunächst unpolitischen Ausrichtung im Untergrund agieren musste.

### Mouvement de la Tendance Islamique

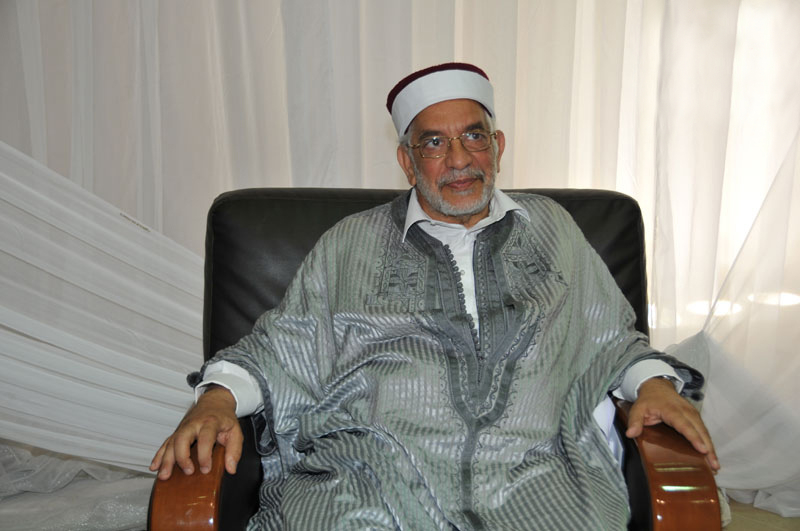
Abdelfattah Mourou, einer der Gründer der Partei

In den 1970er Jahren kam es in Tunesien zu immer stärkeren Protesten gegen die politische Führung. Die Proteste wurden hauptsächlich durch die linke Opposition getragen, gegen die der Staat mit Repressionen reagierte. Um die linke Opposition zu schwächen, lockerte die Regierung ihr Verhältnis zu religiösen Gruppierungen und ließ entsprechenden Strukturen als Gegengewicht größere Freiräume für Organisation und öffentliche Debatten.
Besonders an den Universitäten wurden Ableger der ǧamāʿa al-islāmiyya aktiv. Flaggschiff dieser universitären Gruppen war die Association pour la sauvegarde du Quran (Verein zur Bewahrung des Korans). In dieser Organisation besprachen prominente Vertreter der Bewegung den Islam als Lösung für aktuelle gesellschaftliche Probleme. Diese Debatten wurden auch außerhalb der Gruppen wahrgenommen. Sie bildeten den Ausgangspunkt für eine breite islamistische Studentenbewegung. In den zahlreichen Studentenorganisationen um die Association sammelten sich Ende der 1970er Jahre Anhänger der aufkeimenden islamistischen Opposition, von denen später viele Ennahdas Vorgängerpartei Mouvement de la tendance islamique angehören sollten.
Im Verlauf der 1970er entstand so ein breites Netzwerk verdeckter und offener Gruppen, die in intellektuellem Austausch miteinander und im Kampf mit säkularen Gruppierungen standen. Insbesondere im universitären Umfeld kam es zu militanten Auseinandersetzungen zwischen islamischen und linken Gruppen. Die Situation der allgemeinen gesellschaftlichen Dynamik sorgte für eine zunehmende Politisierung der islamischen Gruppen, die in zunehmend offen politischen Forderungen der Bewegung mündeten. Die Islamische Revolution im Iran 1979 führte auch in Tunesien zu einem Wachstumsschub des politischen Islam, den die Regierung zunehmend als Gefahr betrachtete.
Die Geheimorganisation der ǧamāʿa al-islāmiyya wurde zu Beginn des Jahres 1981 durch staatliche Geheimdienste aufgedeckt. Um einem Verbot zuvorzukommen, erklärte die Führung unter Raschid al-Ghannuschi und Abdelfattah al-Mourou am 6. Juni 1981 öffentlich die Gründung einer neuen Partei mit dem Namen Mouvement de la tendance islamique. Mit diesem Zug erhofften sie nicht nur einem Verbot zu entgehen, sondern auch einen Schritt in Richtung Legalität zu machen. Bourguiba hatte zuvor verkündet, im Rahmen einer politischen Liberalisierung seine Einparteienherrschaft zu lockern und das Feld für andere Parteien zu öffnen. Das MTI wurde rasch zum größten Sammelbecken der islamistischen Bewegung in Tunesien und vereinigte die Mitglieder der zahlreichen verstreuten Gruppen und Organisationen in sich. Die Forderungen des MTI ließen sich in fünf wesentlichen Punkten zusammenfassen:
1. Wiederbelebung des islamischen Charakters Tunesiens
2. Wiederbelebung des islamischen Denkens in Tunesien
3. Bekämpfung von Vetternwirtschaft und ausländischem Einfluss
4. Schaffung eines Sozialsystems, beruhend auf Privateigentum
5. Kampf dem Imperialismus auf dem Wege der Förderung der politischen und kulturellen Einheit auf allen Ebenen

Diese Forderungen bedeuteten einen radikalen Bruch mit der Säkularisierungspolitik Bourguibas. Einer Legalisierung der Partei wurde nicht stattgegeben. Stattdessen kam es im August 1981 zu einer ersten großen Repressionswelle gegen das MTI, bei der etliche Mitglieder, darunter auch die Führungsebene, verhaftet wurden und zum Teil für Jahre in Haft blieben. Ab Mitte der 1980er Jahre folgten einige Abspaltungen, unter anderem von einer salafistischen Fraktion, die jedoch über Jahrzehnte in der Bedeutungslosigkeit verschwand. Eine weitere Abspaltung geschah durch eine liberale Fraktion um das Gründungsmitglied Ahmida al-Naifar. 1987 kam es unter dem bis heute nicht eindeutig geklärten Vorwurf eines geplanten Staatsstreiches zu einer neuen Verhaftungswelle gegen Parteimitglieder. Das MTI behielt trotz dieser Repressionen und kleineren Abspaltungen an seinen Rändern die zentrale Position als Sammelbecken innerhalb des politischen Islams.

### Verbot unter Ben Ali
Am 7. November 1987 übernahm der damalige Ministerpräsident Ben Ali das Amt des unter Alterserscheinungen leidenden Bourguibas. Wie schon sein Vorgänger versprach Ben Ali eine Liberalisierung Tunesiens. Unter dem Motto des „Nationalen Paktes“ sollten wirtschaftliche und politische Reformen die alten Strukturen aufbrechen und breite politische Partizipation verschiedener Bevölkerungsgruppen ermöglichen. Religiöse Inhalte wurden aber weiterhin staatlich dirigiert. Unautorisierte Predigten in Moscheen waren ebenso verboten wie religiös ausgerichtete Parteien.
Das MTI blieb trotz Verbot weiterhin aktiv und bemühte sich erneut um einen legalen Status. Im Hinblick auf die 1989 bevorstehenden Parlamentswahlen trat sie von da an unter dem Namen Ḥarakat an-Nahḍa auf. Als die Zulassung verwehrt blieb, entschied sich die Partei ihre Kandidaten auf unabhängigen Listen kandidieren zu lassen. Die Regierung ließ dies zunächst zu und die Vertreter der Partei gewannen laut offiziellen Zahlen insgesamt rund 14 % der Stimmen. Daraufhin kam es im Frühjahr 1991 zu neuen Repressionen gegen Ennahda. Der Partei wurde vorgeworfen, einen militanten Flügel zu betreiben und auf einen Staatsstreich hinzuarbeiten. Verwiesen wurde auf die zunehmend von Gewaltrhetorik geprägten Äußerungen Ghannuschis und den Umstand, dass dieser die Anschuldigen nicht zurückgewiesen hatte. Es kam zu Ausschreitungen in verschiedenen Teilen des Landes. Unter anderem griffen Ennahdaanhänger das Hauptquartier der Regierungspartei an. Ein Mensch wurde bei den Übergriffen getötet.
Im Verlauf der Repressionswelle wurden rund 30.000 Parteimitglieder verhaftet. Auch einige Mitglieder der Parteiführung gingen zum Teil bis zur Revolution 2011 in Haft, andere Teile, unter ihnen Raschid al-Ghannuschi, gelang es sich ins Exil abzusetzen. Von dort aus pflegten sie ihre Netzwerke und versuchten von außen in die tunesische Politik zu intervenieren. Bis zur Jasmin-Revolution existierte von 1991 an keine sichtbare Präsenz Ennahdas innerhalb Tunesiens.

### Wiederaufbau nach der Revolution

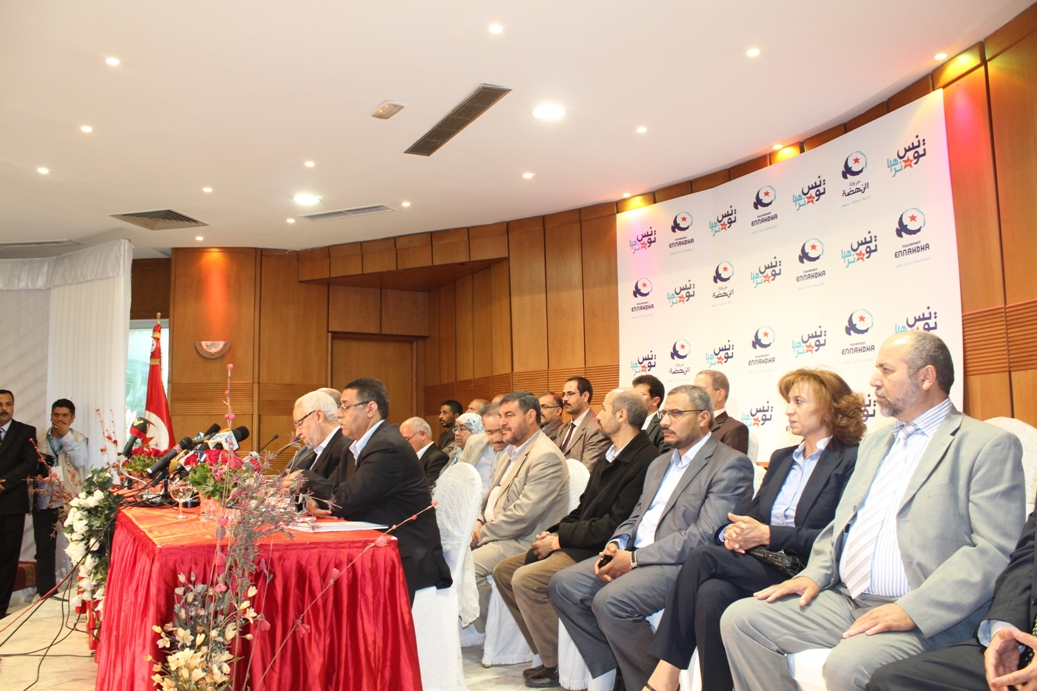
Die Führung der Partei auf einer Veranstaltung 2011

Am 1. März 2011 legalisierte die tunesische Übergangsregierung im Zuge einer Generalamnestie auch Ennahda und zehntausende von Anhängern wurden aus dem Gefängnis entlassen. Ennahda baute innerhalb kurzer Zeit eine funktionierende Struktur von regionalen Untergliederungen und Jugend- sowie Frauenorganisationen auf. Bereits am 30. Januar 2011 war Raschid al-Ghannuschi und Beifall von Ennahdaanhängern aus dem Exil zurückgekehrt. Die Partei galt danach als bestorganisierte und am breitesten aufgestellte Partei des postrevolutionären Tunesiens und ihre plötzliche Mobilisierungsfähigkeit nach zwei Jahrzehnten der Abwesenheit überraschte viele Beobachter. 
Die Gründe hierfür liegen zum einen in den Netzwerken der Partei, die auf persönlicher Ebene klandestin weitergepflegt wurden. Zum anderen wurde der Aufbauprozess durch die Unterstützung eines Netzes neuer Akteure beschleunigt, die verschiedenen islamischen Graswurzelbewegungen angehörten. Diese Bewegungen hatten sich insbesondere in den 2000er Jahren entwickelt. Zwar hatten sie ursprünglich nur minimalen Kontakt zu Ennahda, teilten jedoch deren Vision einer islamischen Identität Tunesiens. Die Akteure dieser Bewegungen hatten zudem in den Jahren von Ennahdas Präsenzlosigkeit verschiedene Bildungs- und Sozialalinitiativen aufgebaut, deren Organisationen vor allem als Sozialdienstleister auftraten und Lücken gefüllt hatten, die der Staat im Zuge neoliberaler Reformen hinterlassen hatte. Dies waren insbesondere Studienkurse, Kindergärten oder Nachmittagsangebote zum religiösen Studium an Schulen. Ihre etablierten Netzwerke und ihre Erfahrung im Organisationsaufbau flossen in die neue Ennahda ein, die auf diese Weise ihre flächendeckend Büros auf kommunaler, regionaler und landesweiter Ebene eröffnen und ihre Parteiränge von der Basis bis an die Parteispitze füllen konnte.
Nicht zuletzt galt Ennahda durch ihre jahrelange Verfolgung durch den tunesischen Staat als politisch unbelastet, da sie im Gegensatz zu zahlreichen anderen Parteien nie Kompromisse mit dem Regime Ben Alis eingegangen war.

### Beteiligung in der Verfassunggebenden Versammlung

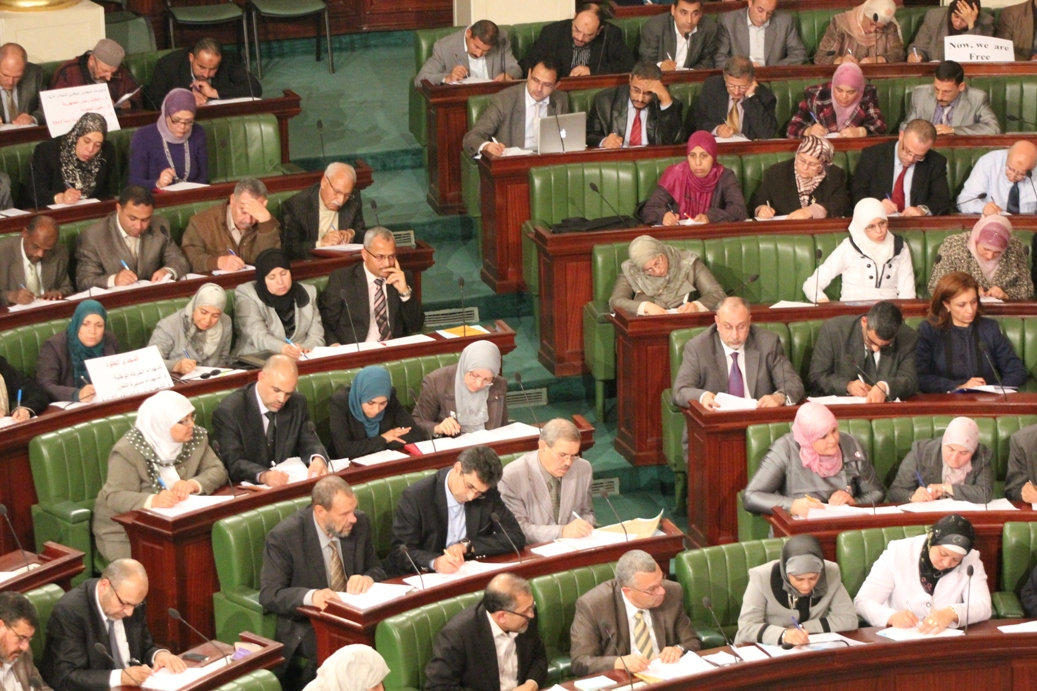
Mitglieder der Ennahda in der Tunesischen Verfassungsgebenden Versammlung.

In den Wahlen zur Verfassungsgebenden Versammlung (Assemblé Constituante Tunisienne) vom 23. Oktober 2011 ging Ennahda mit 37 % der Wählerstimmen, beziehungsweise 81 der insgesamt 217 Sitze als stärkste Fraktion hervor. Die Verfassunggebenden Versammlung hatte nach der Revolution die Doppelfunktion als Übergangsparlament die Regierung zu wählen und eine neue Verfassung auszuarbeiten. In beiden Prozessen war Ennahda auf Grund federführend beteiligt, unter anderem mit Souad Abderrahim. Die Regierung bildete sie zusammen in einer Koalition den beiden kleineren säkularen Parteien Kongress für die Republik (CPR) und Ettakatol.
In ihrem Wahlprogramm hatte die Partei auf eine Politik der kulturellen Identität gesetzt. Das Programm forderte eine Rückkehr zu Islam und arabischer Sprache als Wert- und Kulturmaßstäbe, in deren Rahmen der Autokratismus überwunden werden sollte. Außerdem forderte Ennahda in ihrem Programm ausdrücklich eine demokratische Republik als Staatsmodell. Insbesondere das Bekenntnis zum islamischen Charakter Tunesiens stieß allerdings bei vielen Tunesiern auf Misstrauen und führte zu einer starken Polarisierung zwischen Ennahda und dem zersplitterten säkularistischen Lager, das in der Verfassungsgebenden Versammlung die Mehrheit bildete. Letztere fürchteten eine Islamisierung Tunesiens nach dem Vorbild der Islamischen Revolution im Iran.
Umstritten waren in diesem Kontext besonders sensible Artikel der neuen Verfassung. Artikel 2 sah in Ennahdas Vorlage zunächst die Verankerung der Scharia als Grundlage der Verfassung vor. Eine Frage, zu der es innerhalb der Verfassung, aber auch in der Partei selbst zu heftigen Kontroversen kam. Die Parteiführung sprach sich intern gegen eine explizite Nennung der Scharia in der Verfassung aus und setzte sich mit dieser Linie schließlich durch, woraufhin Ennahda ihren Antrag in der Versammlung zurücknahm. Ähnliche Probleme verursachte die Diskussion um einen von Ennahda mit Artikel 6 vorgeschlagenen Blasphemieparagraphen, der das Verletzen religiöser Gefühle der drei abrahamitischen Religionen, insbesondere des Islams, unter Strafe stellen sollte. Auch diesen Vorschlag gab die Partei, vor allem auf Grund von Warnungen internationaler Menschenrechtsorganisationen, auf.
Neben diesen Kontroversen geriet Ennahda für ihre Arbeit in der Regierungskoalition in die Kritik. Die Vorwürfe richteten sich gegen eine verfehlte Wirtschaftspolitik und die sich verschlechternde Sicherheitslage. Ab 2012 kam es zu immer gewalttätigeren Demonstrationen und Zusammenstößen, insbesondere zwischen Salafisten, Säkularisten und der Polizei. Ihren vorläufigen Höhepunkt erreichte die Gewalt in der Ermordung zweier linker Politiker, Shukrī Bil‘īd und Muḥammad Brāhmī, im Februar und Juli 2013. Ennahda wurde vorgeworfen, sich nicht ausreichend vom Salafismus zu distanzieren und diesen vielmehr sogar zu unterstützen. Die Verhandlungen über die Verfassung konnten in diesem Klima nur mit großer Mühe und unter Vermittlung des Gewerkschaftsverbandes UGTT fortgesetzt werden. Mit ihrem Ende am 27. Januar 2014 und der Verabschiedung der neuen Verfassung trat Ennahda auf Grund der festgefahrenen Situation aus der Regierung zurück und es wurden Neuwahlen ausgerufen.

### Seit 2014
Nachdem Ennahda im Oktober 2014 bei der Wahl zur Volksrepräsentantenversammlung von der Partei Nidaa Tounes als stärkste Fraktion abgelöst wurde, ging sie in die Opposition, war jedoch ab Februar 2015 im Kabinett Essid wieder mit einem Minister vertreten. Nach der Spaltung der Fraktion Nidaa Tounes‘ am 10. November 2015 ist sie erneut stärkste Kraft im tunesischen Parlament. Ab August 2016 stützte Ennahda das Kabinett von Youssef Chahed, für das sie drei Minister und drei Staatssekretäre stellt. Bei der Präsidentschaftswahl 2019 nominierte Ennahda ihr Gründungsmitglied Abdelfattah Mourou, der jedoch mit 12,9 Prozent der Stimmen nur auf den dritten Platz kam. 
Bei der Parlamentswahl 2019 musste Ennahda erneut Verluste hinnehmen, wurde aber mit 52 der 217 Sitze wieder stärkste Kraft im zersplitterten Parlament. Sie beteiligte sich bis Juli 2020 als Koalitionspartner an der Regierung von Elyes Fakhfakh. Auch die parteilose Regierung von Hichem Mechichi, die von September 2020 bis Juli 2021 amtierte, war im Parlament auf die Stimmen von Ennahda angewiesen. Als Staatspräsident Kais Saied im Juli 2021 die Regierung entließ, die Volksrepräsentantenversammlung suspendierte und per Dekret regierte, protestierten die Ennahda und ihre Anhänger gegen diesen Schritt. Parlamentspräsident Rached al-Ghannouchi sprach von einem „Staatsstreich gegen die Revolution“.

## Politische Ausrichtung
Die politische Ausrichtung Ennahdas ist in der öffentlichen Meinung innerhalb Tunesiens, wie auch international umstritten. Die ideologischen Wurzeln der Partei gehen zum Teil auf die Muslimbruderschaft zurück. Entsprechend war vor der Jasmin-Revolution auf der Homepage Ennahdas ein Traktat von Hassan al-Banna, dem Begründer der ägyptischen Muslimbrüder, zu finden. In dem Text mit dem Titel „Sind wir ein handlungsfähiges Volk?“ wurde der Dschihad als Verteidigungskrieg legitimiert und als Mittel für Eroberungskriege propagiert. Dieser Artikel verschwand nach 2011 von der Internetseite und die Partei schlägt seither gemäßigte Töne an. Dennoch hielt der Generalsekretär der Ennahda, Hamadi Jebali, am 13. November 2011 eine Parteiversammlung in Sousse zusammen mit Parlamentsabgeordneten der radikalislamischen palästinensischen Hamas ab. Jebali bezeichnete das Ereignis als einen „göttlichen“ Moment in einem „neuen Staat“ sowie „hoffentlich in einem sechsten Kalifat“, und dass die „Befreiung“ Tunesiens „mit dem Willen Gottes die Befreiung Jerusalems“ mitbringen werde.
Kritiker unterstellen der Partei daher, sich moderat und demokratisch zu geben und ihre wahre Intention zu verbergen. Andererseits erklären Beobachter des Islamismus die zeitweilige Radikalisierung der Partei mit Ben Alis diktatorischen Methoden. Massenhafte Inhaftierungen und Anwendungen von Folter hätten sowohl die Bewegung als auch anschließend den Staat radikalisiert. Es wurde einstweilen befürchtet, dass die moderaten Töne bei einer Regierungsübernahme schnell wieder verklingen könnten. Ennahdas Führer betonten dabei ihre demokratische Orientierung. Ziyad Djoulati, Mitglied des Exekutivkomitees der Partei, sprach von der Notwendigkeit einer konsensorientierten Demokratie in der keine Partei ihre stimmenmäßige Überlegenheit bei Wahlen ausnutzt.

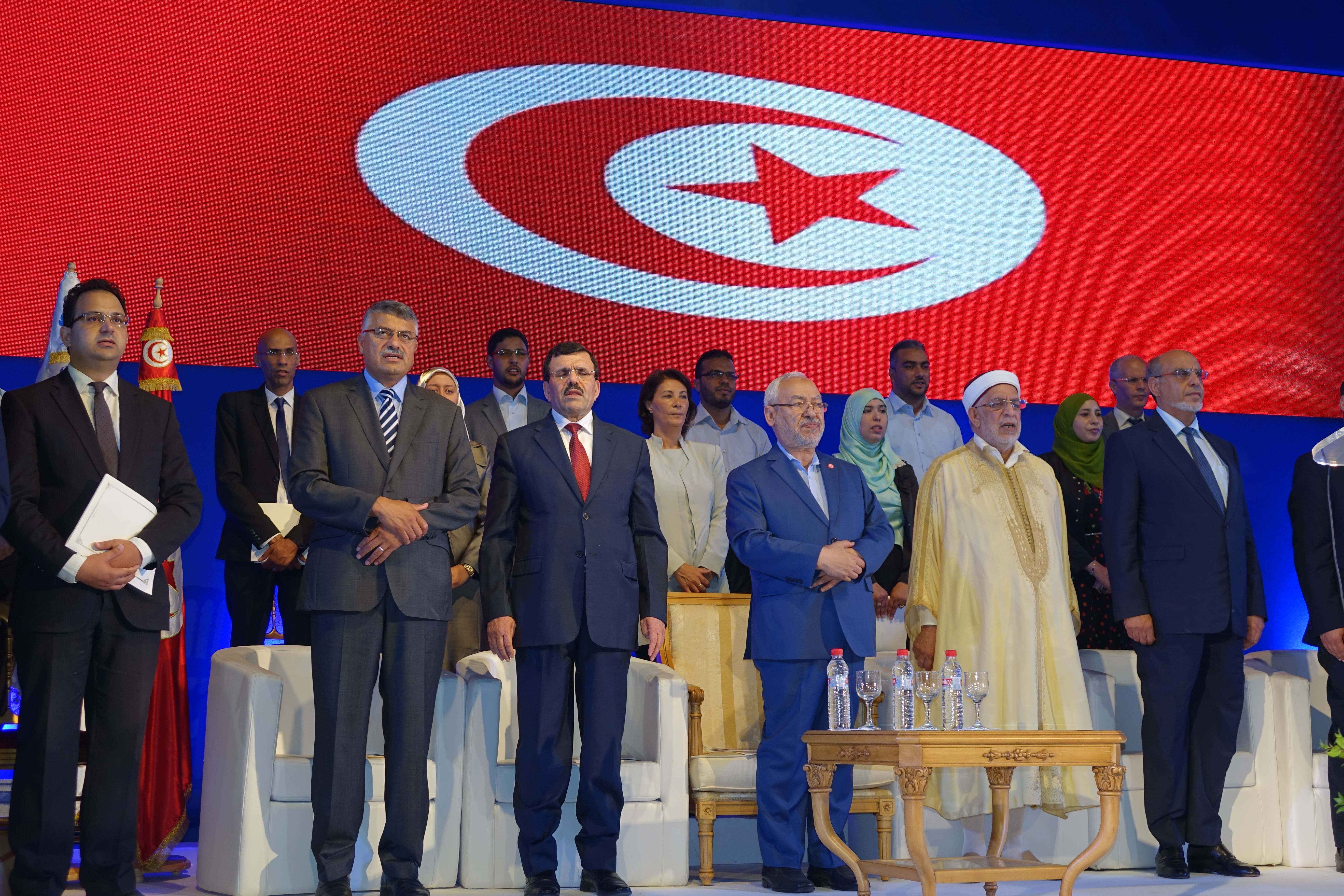
Teile der Parteispitze während des zehnten Parteikongresses 2014 im tunesischen Hammamet: Zied Ladhari, Fathi Ayadi, Ali Larajedh, Raschid al-Ghannuschi und Abdelfattah Mourou (v. l. n. r.)

In der Zeit ihrer Mitarbeit in der Verfassungsgebenden Versammlung zeigte sich die Partei auch tatsächlich sehr kompromissbereit und die von ihr maßgeblich mitgestaltete neue Verfassung diente als Grundlage für ein, zwischen den arabischen Staaten einzigartiges, demokratisches System. Es besteht ein enger Austausch mit der türkischen Regierungspartei AKP, die Anhänger häufig als Vorbild Ennahdas benennen. In einem Interview mit Deutschlandradio Kultur, erklärte der Ennahda-Politiker Samir Dilou im Mai 2011, dass sie keine religiöse Partei, sondern eine „moderne Partei vor dem Hintergrund eines islamisch geprägten Weltbildes“, vergleichbar mit der deutschen oder italienischen Christdemokratie, sei.
Während ihres zehnten Parteikongresses vom 20. bis zum 22. Mai 2016 beschloss Ennahda die Trennung ihrer Parteistrukturen von Bewegungselementen in der Kultur- und Religionsarbeit. Sie tritt seitdem offiziell für eine Sphärentrennung zwischen Politik und Religion ein. In ihrer Selbstdarstellung versteht sich nunmehr offiziell als „muslimisch-demokratisch“ und nimmt Abstand zum politischen Islam. Moscheen seien Orte der Predigten und als religiöse Stätten „Orte der Wiedervereinigung des tunesischen Volkes“ und kein politischer Raum. Ihre zukünftige Politik beschrieb Ennahda als losgelöst von ideologischen Vorgaben und an den alltäglichen Bedürfnissen der Bevölkerung orientiert: eine realpolitische Wende, die durch den gemeinsamen Auftritt der Parteiführung und Beji Caid Essebsi, Führer der säkularistischen Nidaa Tunes, symbolisiert wurde.